# Kronstorf
Kronstorf ist eine Marktgemeinde in Oberösterreich im Bezirk Linz-Land im Zentralraum mit 3528 Einwohnern (Stand 1. Jänner 2024).

## Geografie
Kronstorf liegt am Südostrand des Oberösterreichischen Zentralraums im Unteres Ennstal. Die Ausdehnung beträgt von Nord nach Süd 8,4 km, von West nach Ost 6 km. Die Gesamtfläche beträgt 21,3 km², womit Kronstorf die achtgrößte Gemeinde des Bezirks ist. 72 Prozent der Fläche sind landwirtschaftlich genutzt, 14 Prozent bewaldet, 5 Prozent Gärten, 3 Prozent Gewässer und 0,9 Prozent Bauflächen. Hinzu kommen rund 6 Prozent sonstige Flächen.

### Nachbargemeinden
|                             | Enns                                        | St. Valentin (Bezirk Amstetten, NÖ) |
| Hargelsberg                 | Kompassrose, die auf Nachbargemeinden zeigt | Ernsthofen (Bezirk Amstetten, NÖ)   |
| Dietach (Bezirk Steyr-Land) |                                             | Haidershofen (Bezirk Amstetten, NÖ) |

### Gemeindegliederung und Siedlungsstruktur
Das Ortsgebiet von Kronstorf besitzt eine geschlossene Bebauungsstruktur. In den Randbereichen ist das Gemeindegebiet hingegen auf Grund der intensiven, agrarischen Nutzung, von den verstreuten Gehöfte der bäuerlichen Betriebe charakterisiert. Gewerbeansiedelungen sind kaum vorhanden. Die Gemeinde ist durch einen mäßigen Siedlungsdruck von einer mäßigen Zersiedelung geprägt.

Die Gemeinde besteht aus drei Katastralgemeinden, Schieferegg im Norden mit 629,47 Hektar, Kronstorf im Zentrum mit 577,44 Hektar und Stallbach im Süden mit 926,96 Hektar. In der Katastralgemeinde Schieferegg befinden sich die Ortsteile Thaling, Schieferegg, Unterhaus und Schmieding (von Norden nach Süden). Die Siedlung Thaling (265 m ü. A.) umfasste 2001 211 Gebäude und 678 Einwohner. Sie war damit die zweitgrößte Siedlung der Gemeinde. Die Rotte Schieferegg, zu der auch das Schloss Schieferegg gehört hatte elf Gebäude und 44 Einwohner. Die Siedlung Unterhaus (280 m ü. A.) wies 2001 142 Gebäude mit 440 Einwohnern auf, wobei zu Unterhaus auch der Einzelhof Haider gezählt wurde. Südlichster Ortsteil der Katastralgemeinde war das Dorf Schmieding mit 34 Gebäuden und 102 Einwohnern. Im Norden der Katastralgemeinde Kronstorf liegt der gleichnamige Markt sowie westlich davon das Dorf Kronstorfberg. Der Markt hatte 2001 302 Gebäude sowie 1.231 Einwohnern. Er war damit der größte Ortsteil. Kronstorfberg umfasste hingegen nur 13 Gebäude und 48 Einwohner und war mit dem Markt bereits zusammengewachsen. Südlich von Kronstorf liegen der Ortsteil Grub, der neben dem Dorf Plaik (290 m ü. A.) aus den nördlich gelegenen Dorf Grub und der ebenfalls nördlich gelegenen Siedlung Plaik besteht. Zudem gehört das Ennskraftwerk Mühlrading zum Ortsteil, der 2001 insgesamt 82 Gebäude und 269 Einwohner umfasst. Die größte Katastralgemeinde von Kronstorf, Stallbach, ist gleichzeitig die am dünnsten besiedelte Region der Gemeinde. Keiner der fünf Ortsteile erreicht eine dreistellige Einwohnerzahl. Im Westen der Katastralgemeinde befindet sich die Streusiedlung Teufelsgraben mit dem Saxlgut. Der Ortsteil hatte 2001 17 Gebäude und 55 Einwohner. Östlich davon liegt der Ortsteil Stallbach, der sich in die Rotte Oberstallbach (311 m ü. A.) und den Weiler Unterstallbach (307 m ü. A.) gliedert. Nördlich von Unterstallbach liegt zudem der Ortsteil Dörfling. Stallbach hatte 2011 18 Gebäude und 63 Einwohner, der Weiler Dörfling drei Gebäude und 12 Einwohner. Weiter östlich liegen des Weiteren die Rotte Pühring mit 12 Gebäude und 35 Einwohner sowie die Streusiedlung Winkling mit 18 Gebäuden und 25 Gebäuden.
Das Gemeindegebiet umfasst folgende Ortschaften (in Klammern Einwohnerzahl Stand 1. Jänner 2024):
- Dörfling (13)
- Kronstorf (1657)
- Kronstorfberg (36)
- Plaik (244)
- Pühring (26)
- Schieferegg (29)
- Schmieding (138)
- Stallbach (59)
- Teufelsgraben (38)
- Thaling (811)
- Unterhaus (455)
- Winkling (22)

Zählsprengel sind Kronstorf-Plaik für den Kernraum, Thaling für den Norden, und Kronstorf-Umgebung für den Rest der Gemeinde.
Die Gemeinde gehört zum Gerichtsbezirk Steyr. Sie war bis vor 1. Jänner 2014 Teil des Gerichtsbezirks Enns.

### Landschaft
Das Gemeindegebiet von Kronstorf liegt großteils in der Raumeinheit Unteres Enns- und Steyrtal. Hierzu gehören der Anteil der Gemeinde an der Enns selbst sowie die daran angrenzende Austufe. Neben naturnahen Auwäldern wird die Austufe jedoch auch landwirtschaftlich genutzt. Die daran angrenzende Niederterrasse ist sowohl landwirtschaftlich, als auch durch den verdichteten Siedlungsbereich der Orte Kronstorf und Thaling geprägt. Ebenfalls hier befinden sich die Hangwälder an der Terrassenkante. Im Westen des Gemeindegebietes befindet sich die landwirtschaftlich genutzten Hochterrassen und ein kleiner Teil des landwirtschaftlich geprägten Hügellandes. Während Ersteres noch der Raumeinheit Unteres Enns- und Steyrtal zugerechnet wird, befindet sich das Hügelland in der Raumeinheit Traun-Enns-Riedelland. Im Hügelland befinden sich auch einige Waldflächen.

### Böden
Analog zu den verschiedenen Landschaftsstufen bestehen im Gemeindegebiet unterschiedliche Bodenformen. In der Austufe bestehen graue und braune Auböden, Lockersediment-Braunerden und Rendsina. Die Böden der Talsohle sind mäßig feucht und zum Teil überschwemmungsgefährdet, kleinflächig kommt es auf Grund des Grundwassereinflusses zu Vergleyungen. Die Böden dieses Abschnitts werden als Äcker und mittel- bis hochwertige Wiesen genutzt. Im Landschaftsbereich der Niederterrasse herrschen Lockersediment-Braunerden vor. Je nach Wasserversorgung stellen die Braunerdeböden mittelwertiges bis hochwertiges Ackerland dar.
Auch auf den Hochterrassen herrscht die Lockersediment-Braunerde mit kalkiger und kalkfreier Fazies. Durch Löss oder überwiegend lehmige Deckschichten stellen die gut wasserversorgten Böden hochwertiges Ackerland dar. Im Bereich des Traun-Enns-Riedellandes besteht vorwiegend Deckenlehm, während Deckenschotter lediglich an Erosionslagen vorkommt. Auf den weiten sanften Hängen bildeten sich dadurch mit Wasser gut versorgte bis mäßig wechselfeuchte, pseudovergleyte, kalkfreie Lockersediment-Braunerden. Auf Verebnungsflächen dagegen tritt der Pseudogley in den Vordergrund.

### Vegetation
Im Gemeindegebiet bestehen kolline (200 bis 300 Höhenmeter) und submontane (300 bis 550 Meter) Höhenlagen. Im Bereich der Enns und der Ausstufe bestehen naturnahe Auwaldbereiche und Hangwälder. Die Niederterrasse beherbergt großflächige, artenreiche Laubmischwälder im Bereich der Siedlungen Winkling und Thaling. Des Weiteren bestehen mehrere Magerrasen und Halbtrockenrasen entlang der Terrassenkante. Auf der Hochterrasse bestehen verstreute Nadelwälder sowie das Uferbegleitgehölz am Stallbach, im Hügelland mehrere großflächigen Nadel- und Laubwaldbestände. Alle Landschaftsarten werden intensiv landwirtschaftlich genutzt und verfügen vereinzelt über kleinflächige Obstbaumwiesen und -reihen.

### Klima
Das Gemeindegebiet von Kronstorf liegt im mitteleuropäischen Klimabereich, wobei das subozeanische Großklima im Südteil des Nördlichen Alpenvorlandes für niederschlagsreiches Wetter mit relativ milden Wintern sorgt. Die Temperaturen liegen dabei im Gegensatz zum oberösterreichischen Alpenraum ständig über dem europäischen
Durchschnitt. Es handelt sich um eine temperierte humide Zone mit ausgeprägter, aber eher kurzer kalter Jahreszeit. Die höchsten Niederschlagswerte werden in den Sommermonaten von Juni bis August gemessen. Die folgenden langjährigen Mittelwerte wurden in der nächstgelegenen Messstation Linz wischen 1971 und 2000 gemessen. Der Jahresniederschlag betrug 832,4 l/m², die mittlere Jahrestemperatur 9,4 °C. Die mittlere Jännertemperatur war −0,7 °C, die mittlere Julitemperatur 19,1 °C (jeweils langjähriges Tagesmittel).

## Geschichte
Auf die alte Besiedlung des Gemeindegebietes weisen die beiden denkmalgeschützten, mittelbronzezeitlichen Hügelgräberfelder in Winkling und „Auf der Lebing“ (im Wald nördlich des Ortszentrums) hin.
834 scheint Kronstorf als „Granesdorf“ erstmals urkundlich auf. Die soziale Struktur des Mittelalters wurde durch die Grundherrschaft geprägt. In Kronstorf zählten der Adel und der Klerus zu den Grundherren. Die Bischöfe von Passau besaßen hier Besitzungen und im 13. Jahrhundert waren ihnen in Kronstorf mehrere Lehen untertan. Ursprünglich im Ostteil des Herzogtums Bayern liegend, gehörte der Ort seit dem 12. Jahrhundert zum Herzogtum Österreich. In den folgenden Jahren war Kronstorf immer wieder von Feinden bedroht.
Von 1485 bis 1490 unternahmen die Ungarn von der Tettauer Schanze aus Raubzüge in die Umgebung von Kronstorf und eroberten Schloss Schieferegg. Seit 1490 wird er dem Fürstentum Österreich ob der Enns zugerechnet.
Während der Napoleonischen Kriege war der Ort mehrfach besetzt.
Seit 1918 gehört der Ort zum neu gegründeten Bundesland Oberösterreich. Nach dem Anschluss Österreichs an das Deutsche Reich am 13. März 1938 gehörte der Ort zum Gau Oberdonau. Nach 1945 erfolgte die Wiederherstellung Oberösterreichs.
Kronstorf war von 1950/52 bis 1995 Standort des Rundfunksenders Kronstorf für Mittelwelle. Von der Besatzermacht USA mit 3 Sendemasten errichtet, bildete der 274 m hohe Mast das jemals höchste Bauwerk Österreichs. Dieser große (und einer der kleineren) wurde 1956 demontiert und etwas gekürzt als Sender Bisamberg bei Wien wiedererrichtet. Der letzte verbliebene Sendemast wurde am 25. Jänner 1995 gefällt.
12. Oktober 1981 wurde die Gemeinde zum Markt erhoben.

### Bevölkerungsstruktur
2013 lebten in der Gemeinde Kronstorf 3.192 Menschen, womit Kronstorf im Mittelfeld der 22 Gemeinden des Bezirks lag. Auch mit der Bevölkerungsdichte lag Kronstorf im Mittelfeld dieser Gemeinden. Ende 2001 waren 95,5 Prozent der Bevölkerung österreichische Staatsbürger (Oberösterreich 92,8 Prozent, Bezirk Linz-Land 91,4 Prozent), bis zum Jahresbeginn 2013 sank der Wert leicht auf 93,5 Prozent (Oberösterreich 91,1 Prozent, Bezirk Linz-Land 89,0 Prozent). Insgesamt wurden 2013 in der Gemeinde 209 Ausländer gezählt, die zu 95 Prozent aus Europa stammten. Das größte Kontingent stellten Menschen mit einer Staatsbürgerschaft aus dem ehemaligen Jugoslawien (ohne Slowenien), die alleine 45 Prozent aller Ausländer ausmachten. Aus der Türkei stammten sieben Prozent der Ausländer. Von der Kronstorfer Bevölkerung waren 2013 373 im Ausland geboren. Zur römisch-katholischen Kirche bekannten sich 2001 84,2 Prozent der Einwohner (Oberösterreich: 79,4 Prozent), 3,6 Prozent waren evangelisch, 7,4 Prozent ohne Bekenntnis und 3,0 Prozent islamischen Glaubens.
Der Altersdurchschnitt der Gemeindebevölkerung lag 2001 leicht unter dem Landesdurchschnitt. 20,0 Prozent der Einwohner von Kronstorf waren jünger als 15 Jahre (Oberösterreich: 18,8 Prozent), 62,2 Prozent zwischen 15 und 59 Jahre alt (Oberösterreich: 61,6 Prozent). Der Anteil der Einwohner über 59 Jahre lag mit 17,8 Prozent etwas unter dem Landesdurchschnitt von 20,2 Prozent. Der Altersdurchschnitt der Bevölkerung von Kronstorf veränderte sich in der Folge in allen Segmenten. Der Anteil der unter 15-jährigen sank per 1. Jänner 2013 stark auf 14,6 Prozent, während sich der Anteil der Menschen zwischen 15 und 59 Jahren auf 68,7 Prozent deutlich erhöhte. Der Anteil der über 59-jährigen sank hingegen auf 16,6 Prozent. Nach dem Familienstand waren 2001 41,6 Prozent der Einwohner von Kronstorf ledig, 48,1 Prozent verheiratet, 5,9 Prozent verwitwet und 4,5 Prozent geschieden.

### Bevölkerungsentwicklung
Die Gemeinde Kronstorf verzeichnete zwischen dem späten 19. Jahrhundert und dem Jahr 1939 nur ein leichtes Bevölkerungswachstum von rund 10 Prozent, wobei die Steigerung unter jenem des Bezirks und des Landes Oberösterreichs lag. Nach 1939 kam es für Kronstorf zu einem starken Bevölkerungsanstieg mit wesentlich höheren Wachstumsraten als im Durchschnitt des Landes Oberösterreichs, wobei sich die Bevölkerung von Kronstorf zwischen 1939 und 2013 fast verdreifachte. Dennoch blieben die Wachstumsraten unter dem Durchschnitt des Bezirks Linz-Land. Besonders starke Steigerungen verzeichnete die Gemeinde zwischen 1939 und 1951, als die Einwohnerzahl um 37 Prozent stieg. In den 1950er und 1960er Jahren wuchs Kronstorf nochmals um jeweils rund 15 Prozent, danach flachte das Wachstum zwischen 1971 und 1991 deutlich ab. Einen neuerlichen, starken Zustrom gab es in der Gemeinde neuerlich in den 1990er Jahren, als die Einwohnerzahl um 24 Prozent stieg. In den 1970er Jahren profitierte die Einwohnerentwicklung von einem Geburtenüberschuss, wobei gleichzeitig eine leichte Abwanderung herrschte. Der Geburtenüberschuss stieg in den 1980er Jahren noch an, während die Wanderungsbilanz im Gegensatz zum Jahrzehnt davor ins Plus drehte. Auch in den 1990er Jahren stieg der Geburtenüberschuss an, während sich die Zuwanderung extrem erhöhte. Drei Viertel des Bevölkerungswachstums in den 1990er Jahren waren auf Zuwanderung zurückzuführen. Die Zuwanderung ging jedoch in der Folge zurück, im Zeitraum zwischen 2006 und 2012 hielten sich Zu- und Abwanderung sogar die Waage. Die Geburtenbilanz war hingegen auch seit der Jahrtausendwende positiv.

## Kultur und Sehenswürdigkeiten

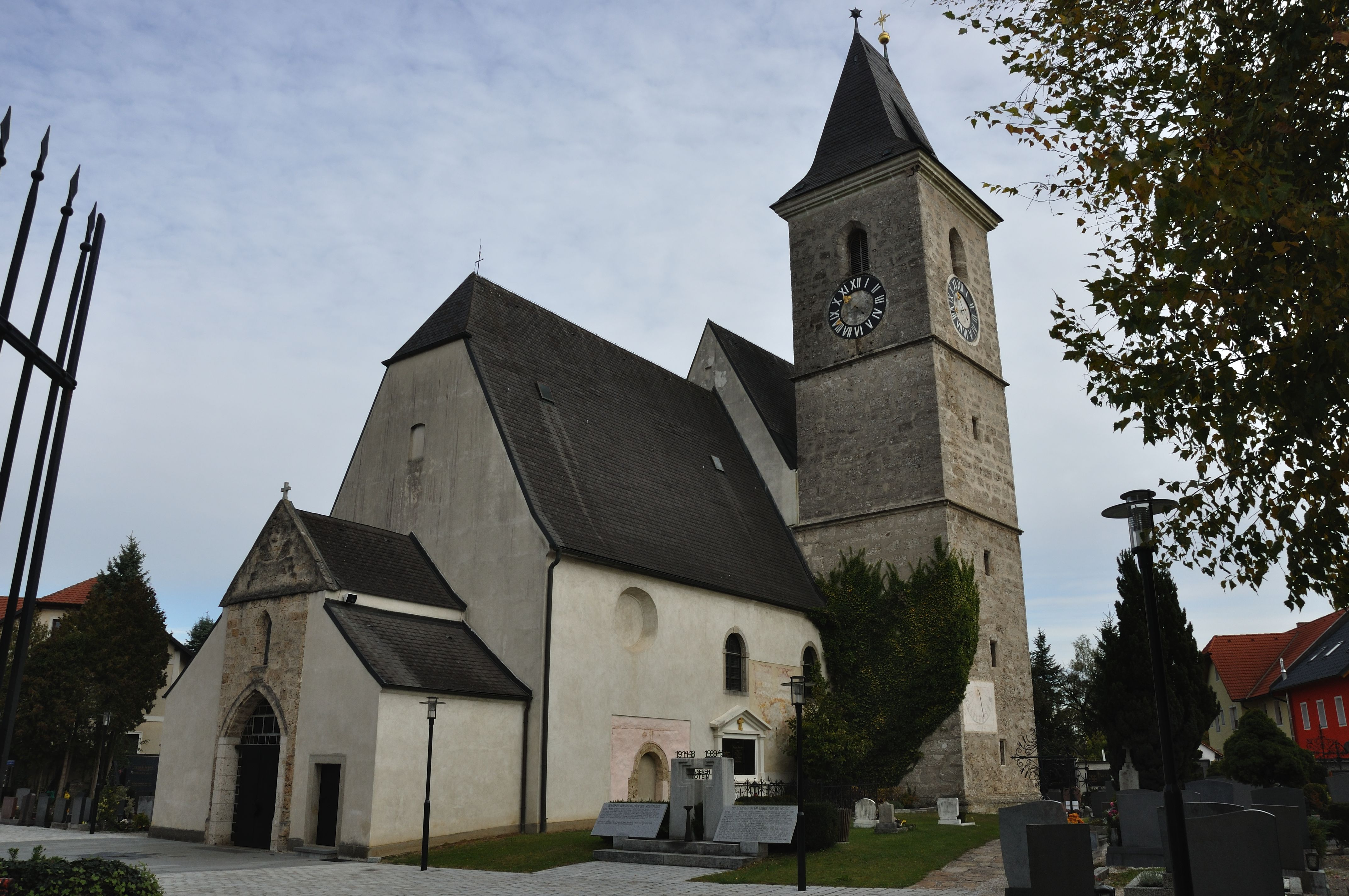
Pfarrkirche Kronstorf

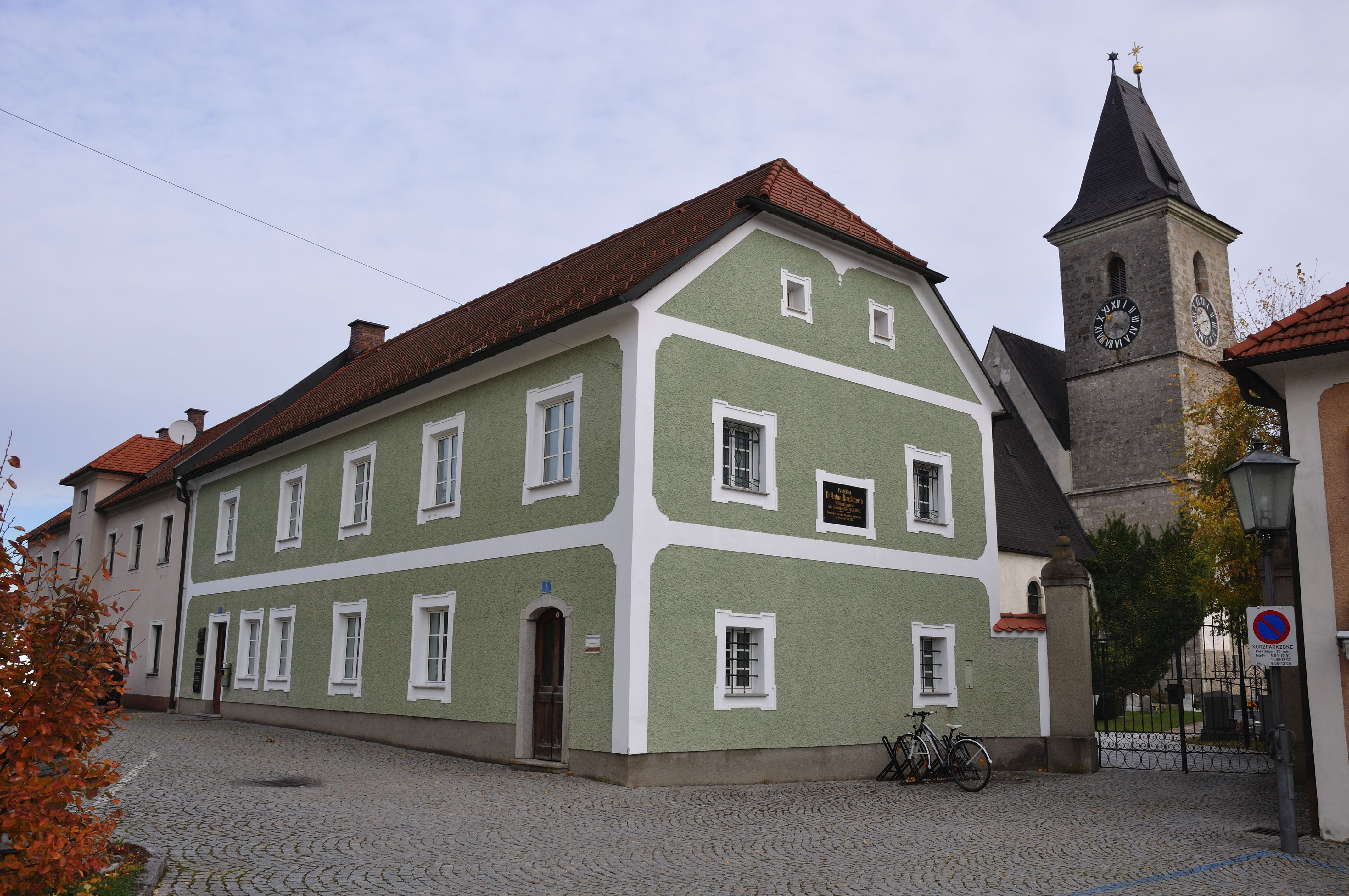
Ehem. Schulhaus Kronsdorf am Brucknerplatz

- Katholische Pfarrkirche Kronstorf hl. Bartholomäus
- Im ehemaligen Schulhaus, wo Anton Bruckner Schulgehilfe war, wurde 1989 ein Kleinmuseum eröffnet und verwahrt die Geige Anton Bruckners, Kronstorfer Kompositionen, sowie eine Truhe aus der Zeit des berühmten Komponisten.
- Der Gasthof Mitterndorfer zeigt an der Fassade eine schöne Stuckornamentik aus der ersten Hälfte des 18. Jahrhunderts.
- Der Gasthof Steinleitner zeigt in einer bemalten Empire-Fassade Josef in Ägypten aus dem Anfang des 19. Jahrhunderts.

## Wirtschaft und Infrastruktur

### Arbeitsstätten und Beschäftigte
Kronstorf beherbergte 2001 einen Betrieb mit mehr als hundert Beschäftigten sowie fünf Betriebe mit 20 oder mehr Beschäftigten. Insgesamt ergab die im Rahmen der Volkszählung durchgeführte Arbeitsstättenzählung 92 Arbeitsstätten mit 642 Beschäftigten (ohne Landwirtschaft), wobei 88 Prozent unselbständig Beschäftigte waren. Die Anzahl der Arbeitsstätten war dabei gegenüber dem Jahr 1991 um 38 (plus 70 Prozent) gestiegen, die Anzahl der Beschäftigten sogar um 335 Person (plus ein 110 Prozent). Wichtigster Wirtschaftszweig war 2001 der Bereich Realitätenwesen/Unternehmensdienstleistungen mit 10 Betrieben und 217 Beschäftigten (34 Prozent aller Beschäftigten) vor der Sachgütererzeugung mit 12 Arbeitsstätten mit 112 Beschäftigten (17 Prozent) und dem Handel mit 26 Arbeitsstätten und 108 Beschäftigten (17 Prozent). 38 Prozent der in Eggendorf Beschäftigten waren Angestellte oder Beamte, 48 Prozent Arbeiter und 11 Prozent Betriebsinhaber.
Von den in Kronstorf 2010 lebenden 1.630 Erwerbspersonen waren nur 3,1 Prozent arbeitslos. Von den 1.579 Erwerbstätigen waren 346 in der Sachgütererzeugung (22 Prozent), 304 im Handel (19 Prozent) und 134 im Gesundheits- und Sozialwesen (9 Prozent) beschäftigt. Weitere wichtige Branchen waren das Bauwesen und Dienstleistungen. In der Land- und Forstwirtschaft waren noch 4,1 Prozent der Einwohner beschäftigt. Von den 1.548 Erwerbstätigen aus Kronstorf (ohne temporär von der Arbeit abwesende Personen erwerbstätigen Einwohnern) gingen 2010 nur 266 Personen in Kronstorf ihrer Beschäftigung nach. 1.282 bzw. 83 Prozent mussten zur Arbeit auspendeln. Von den Auspendlern hatten 32 Prozent ihre Arbeitsstätte im Bezirk Linz-Land und 25 Prozent in Linz. Wichtigste Auspendlergemeinden neben Linz waren Enns und Steyr. Im Gegenzug pendelten 387 Menschen nach Kronstorf ein, wobei viele Pendler aus den Bezirken Steyr, Steyr-Land und Amstetten stammten.

### Ansässige Unternehmen
In Kronstorf befinden sich die Anlagen des Ennskraftwerks Mühlrading der Verbund AG.
Ende 2008 wurde bekannt, dass der Google-Konzern ein Rechenzentrum in Kronstorf errichten will. Dazu wurde ein 70 ha großes Grundstück in der Region zwischen Kronstorf, Dietach und Hargelsberg gekauft, wovon man im Jahre 2018 wieder 20 Hektar veräußerte und von der Betriebsansiedlungsgesellschaft Kronstorf-Hargelsberg zurückgekauft wurden. Durch die Nähe der Enns erwartet man eine günstige Energieversorgung.

### Verkehr
- Öffentlicher Verkehr: Der nächstgelegene Bahnhof befindet sich in Ernsthofen, rund 2,5 Kilometer vom Ortszentrum Kronstorfs entfernt. Dort verkehren Züge der ÖBB (ehem. Rudolfsbahn) nach Linz (über Sankt Valentin mit Anschluss an die Westbahn) sowie nach Kleinreifling über Steyr. Postbusse verkehren auf der Strecke Steyr-Linz. Bushaltestellen in den Ortsteilen: Thaling, Unterhaus, Schmieding, Kronstorf, Mühlrading, Plaik
- Straße: Kronstorf wird von der L571 in Nord-Süd-Richtung durchschnitten. Eine weitere Nord-Süd-Verbindung ist die B309 „neu“. Der Anschluss an die West Autobahn A1 bei Enns ist rund 7 Kilometer von Kronstorf entfernt.
- Radweg: Durch Dietach führt der Ennsradweg R7. Dieser führt von der Gasthofalm bei Flachau nach Enns, wo man Anschluss an den Donauradweg hat.

### Sport
- Golf: Golfpark Metzenhof
- Fußball: SC Kronstorf
- Segeln: Segelklub Kronstorf
- Tennis: UTC Kronstorf
- Reiten: Reitschule Cavaletti

## Politik
Der Gemeinderat hat 25 Mitglieder.

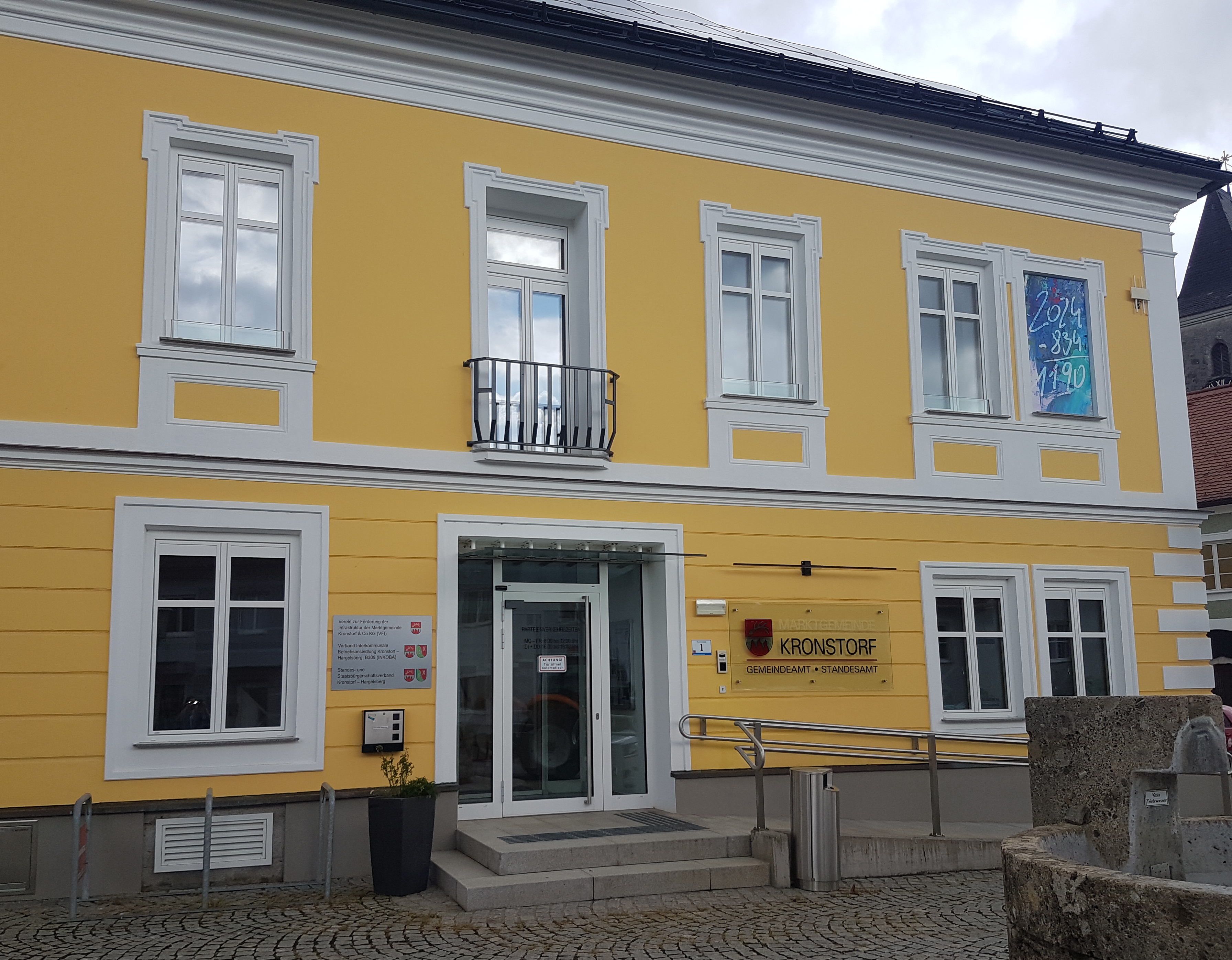
Marktgemeindeamt von Kronstorf

- Mit den Gemeinderats- und Bürgermeisterwahlen in Oberösterreich 2003 hatte der Gemeinderat folgende Verteilung: 13 SPÖ, 11 ÖVP und 1 FPÖ.
- Mit den Gemeinderats- und Bürgermeisterwahlen in Oberösterreich 2009 hatte der Gemeinderat folgende Verteilung: 13 ÖVP, 9 SPÖ, 2 FPÖ und 1 GRÜNE.
- Mit den Gemeinderats- und Bürgermeisterwahlen in Oberösterreich 2015 hatte der Gemeinderat folgende Verteilung: 14 ÖVP, 6 SPÖ, 4 FPÖ und 1 GRÜNE.
- Mit den Gemeinderats- und Bürgermeisterwahlen in Oberösterreich 2021 hat der Gemeinderat folgende Verteilung: 16 ÖVP, 6 SPÖ, 2 FPÖ und 1 GRÜNE.[11][12]

### Bürgermeister
- 1955 Florian Bauer (SPÖ)
- 1956 Josef Gruber (ÖVP)
- 1961–1991 Adalbert Gruber (SPÖ) – Erhebung zur Marktgemeinde am 12. Oktober 1981
- 1991 Franz Hintersteiner (SPÖ)
- 1991–2002 Josef Heiml (ÖVP)
- 2002–2009 Wilhelm Zuderstorfer (ÖVP)
- seit 2009 Christian Kolarik (ÖVP)

### Wappen
|                                  | Blasonierung: „Geteilt; oben in Rot eine silberne Hirschstange, unten in Silber drei rote, aus dem Schildfuß aufsteigende Flammen.“ |
| Die Gemeindefarben sind Rot-Weiß | |

### Gemeindepartnerschaften
- seit 1972  Bourth in Frankreich

## Persönlichkeiten

### Ehrenbürger der Gemeinde
- 1974 Rudolf Kirchschläger verbrachte seine Kindheit und Jugend in Kronstorf

### Söhne und Töchter der Gemeinde
- Florian Födermayr (1877–1960), Bauer und Politiker
- Josef Hamberger (1884–1962), Gewerkschafter und Politiker
- Franz Essl (* 1973), Ökologe und Wissenschaftler des Jahres 2022